# Manuel de Irujo
Manuel Irujo Ollo (Estella, 1891 - Pamplona, 1981) foi um político e advogado navarro, dirigente do Partido Nacionalista Basco, Deputado e Ministro da Segunda República Espanhola.
Foi o Presidente do Parlamento de Navarra.